# Georges Moustaki

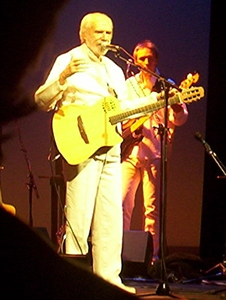
Moustaki em dezembro de 2005 em concerto no Teatro do Rond-Point, em Paris

Georges Moustaki (Alexandria, 3 de maio de 1934 - Nice, 23 de maio de 2013),  nascido Giuseppe Mustacchi, foi um compositor e  cantor francês.
Nascido no Egito, de pais judeus gregos originários de Corfu, cresceu em um ambiente multicultural (judeu, grego, italiano, árabe, francês) e cedo se apaixonou pela literatura e pela canção francesas - particularmente por Édith Piaf.
Transfere-se para Paris em 1951, onde trabalha como jornalista e depois barman em um piano-bar, o que o leva a conhecer personalidades do mundo musical da época, como Georges Brassens, que terá grande influência sobre sua carreira e de quem adota o nome. 
Em 1958, encontrará Édith Piaf. Para ela escreverá uma das suas canções mais conhecidas - Milord - e com ela viverá  um rápido e intenso romance. 
Em 1974, em homenagem à Revolução dos Cravos,  gravou a canção Portugal, versão do Fado Tropical de Chico Buarque e Ruy Guerra, composta dois anos antes para a peça Calabar.